# Индже, Бурак
Бурак Индже (тур. Burak Ince; род. 20 января 2004, Маниса, Турция) — турецкий футболист, полузащитник молодёжной сборной Турции.

## Карьера

### «Алтынорду»
В июле 2019 года стал игроком «Алтынорду». Дебютировал в Первой лиге Турции 18 августа 2019 года в матче с «Хатайспором». Дебютный мяч забил в ворота «Эскишехирспора». В Кубке Турции сыграл в матче с «1922-Конья».

### «Арминия»
В январе 2022 года перешёл в «Арминию» из Билефельда. Дебютировал в Бундеслиге 13 марта 2022 года в матче с дортмундской «Боруссией», заменив Патрика Виммера. 